# Pršleti
Pršleti su naselje u Hrvatskoj u sastavu Grada Čabra. Nalaze se u Primorsko-goranskoj županiji. 

## Zemljopis
Sjeverozapadno su Sokoli i Selo, sjeverno je Tršće, sjeveroistočno su Kraljev Vrh, Prhci, Okrivje i Kamenski Hrib, istočno je Plešce, istočno-jugoistočno je Požarnica, jugoistočno su Podstene, Smrečje i Mali Lug, južno-jugoistočno su Vode.

## Stanovništvo
| broj stanovnika | 16    | 11    | 8     | 11    | 7     | 10    | 9     | 17    | 18    | 16    | 13    | 6     | 6     | 5     | 2     |       |       |
|                 | 1857. | 1869. | 1880. | 1890. | 1900. | 1910. | 1921. | 1931. | 1948. | 1953. | 1961. | 1971. | 1981. | 1991. | 2001. | 2011. | 2021. |